# Felipe de los Tueros y Huerta
Felipe de los Tueros y Huerta (Valle de Trucios, 16 de marzo de 1675 – Granada, 12 de septiembre de 1751 fue un sacerdote católico español, obispo de Guadix y arzobispo de Granada.
Hijo de Francisco de los Tueros y de Antonia de Ocharán, matrimonio de familia ilustre, estudió en las universidades de Salamanca y de Valladolid y se doctoró en Filosofía y en Leyes (Jurisprudencia civil) obteniendo el título de abogado.
Ordenado presbítero, fue cura en la iglesia del Salvador de Madrid y auditor en la Nunciatura apostólica.
Seguramente con influencia del nuncio Alessandro Aldobrandini, fue presentado para el obispado de Guadix por Felipe V a la edad de 45 años el 3 de febrero de 1721 y consagrado en la iglesia de San Salvador de Madrid por el propio nuncio, el obispo de Ciudad Rodrigo, Gregorio Téllez, y el obispo auxiliar de Toledo,  Dionisio Francisco Mellado Eguíluz y tomó posesión de la diócesis por poderes el 12 de abril de 1721.
Durante los diez años que duró su pontificado en Guadix se mostró complaciente con sus diocesanos, que al parecer sentían admiración por su figura y lo apreciaban bastante. En este mismo periodo se terminaron las obras de la catedral uniendo las secciones gótica y renacentista de la misma. 
El mismo rey Felipe V lo presentó para el arzobispado de Granada, vacante tras la muerte de Francisco de Perea y Porras, y fue nombrado por el papa Clemente XII el 20 de enero de 1734. Tomó posesión de la archidiócesis el 18 de marzo de 1734 e hizo su entrada en fecha que no ha trascendido pero que debió de ser inmediata porque en el cabildo del 27 de marzo siguiente se dio cuenta de los gastos habidos desde su recibimiento en Loja.
Son hechos destacables de su pontificado en Granada la recogida en 1730 de más de trescientos mendigos, desfallecidos por la situación de hambruna y sequía que atravesaba la archidiócesis que continuó muchos años, en el hospital de San Juan de Dios; la colocación de la imagen de la Virgen de las Angustias y la decoración profusa de su camarín en 1742; la incoación del proceso de beatificación del jesuita padre Padial; la erección de la iglesia colegial de Motril fundada por el cardenal Belluga; la declaración del colegio de Santa Catalina como colegio real, a lo que se opuso tardíamente y sin éxito el arzobispo en 1740; y el pase de la administración de rentas eclesiásticas del arzobispado a la jurisdicción civil, encargándose el presidente de la Real Chancillería.
Favoreció a su sobrino, el futuro arzobispo de Burgos Juan Antonio de los Tueros, que sin ser sacerdote fue nombrado contador mayor del arzobispado y más tarde, con la oposición del cabildo, consiguió mediante dispensas pontificias y reales ordenarlo diácono y presbítero y que obtuviera la canonjía doctoral.
Aquejado de enfermedades padecidas desde poco después de hacerse cargo del arzobispado, falleció en Granada el 12 de septiembre de 1751 y sus restos fueron sepultados en la cripta de la catedral.